# DoNotPay
DoNotPay是一种在线法律服务对话机器人。该产品提供“机器人律师”服务，号称利用人工智能来争夺交通罚单并提供各种其他法律服务，每两个月的订阅费用为36美元。
虽然一些用户称赞其产品，但DoNotPay的有效性和营销一直受到批评， 该公司于2023年3月被提起集体诉讼，指控DoNotPay从事未经授权的法律实践。

## 服务
DoNotPay 最初是一款用于质询违规停车罚单的应用程序。它销售的服务可生成有关从消费者保护到移民权利等法律问题的文件；这些是通过自动化和人工智能生成的。该公司声称其应用程序得到了人工智能程序沃森的支持。 它目前在英国和美国（全部50个州）可用。
DoNotPay 表示，其服务帮助客户寻求机票和酒店预订退款、 取消免费试用、 起诉他人、 提供与社会问题相关的法律服务，例如为无家可归者申请庇护和住房， 在安全漏洞发生后向Equifax寻求索赔， 为寻求获得美国签证和绿卡的用户提供自动化服务。 DoNotPay 提供免费试用卡（Free Trial Card）功能，为用户提供虚拟信用卡号，可用于注册免费在线试用（例如Netflix和Spotify）。 免费试用期结束后，该卡将自动拒绝任何费用。 DoNotPay 还声称，其服务包括自动申请退款、取消订阅、获得无忧试用、打击人们收件箱中的垃圾邮件、应对波动的机票价格以及向城市办公室提出损坏索赔的能力。
2021年，DoNotPay 筹集了1000万美元，投资者包括安德里森·霍罗威茨、Lux Capital、Tribe Capital等，估值达到2.1亿美元。 

## 反响
2016年，该公司创始人布劳德告诉《卫报》 ，该聊天机器人在伦敦和纽约质询了超过25万张停车罚单，并赢得了其中16万张，而且全部免费，声称成功率超过60%，尽管该报似乎没有证实这一说法。
布劳德的技术受到的评价褒贬不一。例如，《卫报》的一篇博客文章指出，它“刚刚根据 1998 年数据保护法起草了一份令人印象深刻的通知，禁止将我的个人信息用于直接营销”。 同样， 《美国律师》的一位撰稿人指出，“DoNotPay 的一个聊天机器人帮助我起草了一封强有力的、引用充分且语气恰当的信件，请求延长产假。”
然而，英国新闻网站Legal Cheek在2016年通过“相当基本的法律问题”对该服务进行了测试，并指出它未能回答其中的大多数问题。 法律新闻网站Above the Law指出，由于提供的法律建议存在错误，该服务可能“好得不能再好”，并且“像确保移民身份这样重要的事情（DoNotPay 推广的服务之一），错误可能会毁掉生命。他们推荐该服务用于“明确的问题，例如交通罚单或非关键问题”，但警告不要将其用于高风险的法律问题。
2023年1月，布劳德声称该组织将尝试在法庭上现场使用 DoNotPay，但在被警告未经许可的法律实践后被迫停止。美国全国公共广播电台 (NPR) 写道，“一些观察家”试图“使用其基本功能，结果好坏参半”，并指出该公司创始人布劳德以寻求关注的噱头而闻名。 
2023年3月，该公司面临集体诉讼，指控其“误导客户并歪曲其产品”，并且该公司“无证执业”。

## 另请参见
- 人工智能与法律（英语：Artificial intelligence and law）
- 计算法（英语：Computational law）
- 法律机器人（英语：Lawbot）
- 法律专家系统（英语：Legal expert system）
- 法律信息学（英语：Legal informatics）
- 法律技术（英语：Legal technology）

### 网站
- Johnson, Khari. . VentureBeat. July 12, 2017 （英语）.
- , the Guardian, 2017-07-16 （英语）
- Kumparak, Greg, , TechCrunch, 2021-09-09

### 报纸
- . Legal Cheek. 2016-01-15 （美国英语）.
- Gibbs, Samuel. . Guardian. 28 Jun 2016 （英语）.
- Chasmar, Jessica. . The Washington Times. June 29, 2016 （英语）.
- Sullivan, Casey. . Bloomberg. June 29, 2016 （英语）.
- Fishbach, Julie. . NBC. July 21, 2016 （英语）.
- Rezvani, Arezou. . NPR. January 16, 2017 （英语）.
- Kelley, Jaclyn. . Fox 5. October 18, 2018 （英语）.
- Kreiger, Lisa M. . The Mercury News. March 28, 2019 （英语）.
- Kleinman, Zoe. . BBC. 16 September 2019 （英语）.
- Allyn, Bobby. . National Public Radio. 25 January 2023.